# Remontowa B264
Die Schiffe des Typs Remontowa B264 sind zwei als Fähren gebaute Schiffe, die als Simara Ace und Siluna Ace auf dem ACE Link den Öresund zwischen Helsingør und Helsingborg überquerten. Die Schiffe wurden nach wenigen Jahren verkauft und zu Wohn- und Offshore-Support-Schiffen umgebaut.

## Geschichte
Die Schiffe wurden von Knud E. Hansen und Steen Friis Design entworfen. Sie wurden 2003 von der Moltzau Tankskibsrederi für den Einsatz bei Sundbusserne zwischen Helsingør und Helsingborg bei der polnischen Werft Remontowa bestellt. Wegen finanzieller Schwierigkeiten auf Seiten des Auftraggebers kam es beim Bau der Fähren zu Verzögerungen. Die Schiffe wurden in der Folge erst 2007 und 2008 fertiggestellt, nachdem die norwegischen Eitzen Group Anteile von Sundbusserne übernommen hatte. Der Stapellauf des ersten der beiden Schiffe fand Anfang 2007 statt. Es wurde am 19. November abgeliefert und am 29. November 2007 in Helsingborg vor der Jungfernfahrt getauft. Das zweite Schiff wurde Anfang Februar 2008 abgeliefert und am 8. Februar getauft.
Die Schiffe wurden auf dem neuen ACE Link zwischen Helsingør und Helsingborg eingesetzt (der Name geht zurück auf die Initialen von Axel Camillo Eitzen, dem Geschäftsführer der Eitzen Group).
Wegen geringer Auslastung wurde die Simara Ace Ende 2008 aus der Fahrt genommen und in Helsingborg aufgelegt. Anfang Januar 2010 wurde der Dienst eingestellt und auch die Siluna Ace in Helsingborg aufgelegt.

## Verbleib

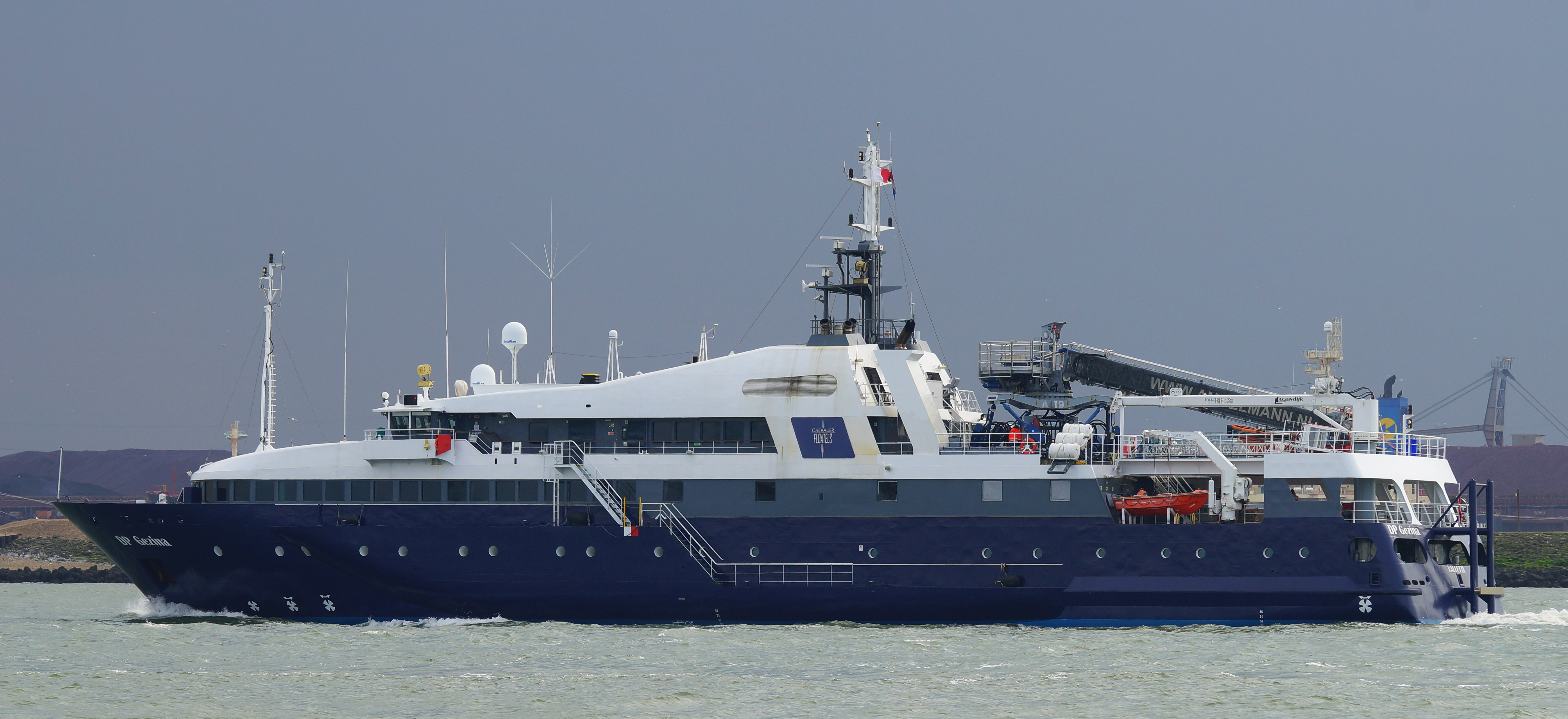
DP Gezina (ex. Simara Ace)

Im September 2011 wurden die Schiffe an Chevalier Floatels verkauft, die sie auf der Werft Holland Shipyards zu Wohn- und Offshore-Support-Schiffen umbauen ließen.
Die Schiffe werden von Tschudi Ship Management bereedert.

## Technische Daten und Ausstattung
Der Antrieb der Schiffe erfolgt dieselelektrisch. Für die Stromerzeugung standen zunächst drei Viertakt-Sechszylinder-Dieselmotoren des Herstellers Volvo-Penta (Typ: D30A) mit jeweils 569 kW Leistung zur Verfügung, die drei Generatoren des Herstellers A van Kaick mit jeweils 711 kVA Scheinleistung antrieben. Als Notgenerator wurde ein Volvo-Penta-Generator (220 kW Leistung) verbaut. Die Propulsion erfolgt durch zwei Elektromotoren von SAM Electronics, die zwei Schottel-Propellergondeln mit jeweils 600 kW Leistung antreiben. Die Dieselmotoren verbrennen schwefelarmen Dieseltreibstoff. Für die Abgasbehandlung sind Katalysatoren und Partikelfilter vorhanden.
Die Schiffe waren mit einem Bugstrahlruder mit 300 kW Leistung ausgestattet und verfügen über Flossenstabilisatoren.
Die Schiffe verfügen über fünf Decks. Die Zugänge zu den Schiffen befanden sich auf dem Hauptdeck (jeweils auf der Backbord- bzw. Steuerbordseite).
Während des Umbaus 2013 wurden die Schiffe um rund neun Meter verlängert und teilweise neu motorisiert. Für die Stromerzeugung finden nun drei Volvo-Penta-Dieselgeneratoren mit jeweils 640 kW und zwei Caterpillar-Dieselgeneratoren mit jeweils 700 kW Leistung Verwendung. Der Notgenerator blieb erhalten. Im Bugbereich wurde eine zusätzliche Propellergondel mit 440 kW Leistung installiert, so dass die Schiffe nun über ein System zur dynamischen Positionierung verfügen.
Ein Teil der Aufbauten im Achterschiffsbereich wurden entfernt, um Platz u. a. für ein Arbeitsdeck und Lagerplätze zu schaffen. Das Arbeitsdeck bot zunächst 120 m².
2016 wurde im Achterschiffsbereich ein zusätzliches Deck eingebaut, um mehr Platz zur Verfügung zu haben. Insgesamt stehen nun 250 m² zur Verfügung, von denen je die Hälfte gedeckt bzw. offen sind. Im gedeckten Bereich sind Containerbeschläge für einen 20-Fuß-Container und zwei 10-Fuß-Container, im offenen Bereich Beschläge für einen 20-Fuß- und einen 10-Fuß-Container vorhanden. Die Schiffe sind am Heck mit einem Kran ausgerüstet, der 2 t bei 10 m Auslage heben kann. Auf dem Brückendeck wurde hinter den Aufbauten eine Gangway installiert, über die Personal vom Schiff auf Offshoreanlagen übersteigen kann. Am Heck befindet sich außerdem eine Plattform für den Personaltransfer per Boot.
Während des Umbaus der Schiffe wurden für Besatzung und Arbeiter Kabinen eingerichtet. Einschließlich der Besatzung standen Kabinen für 60 Personen zur Verfügung; für Arbeiter waren 38 Einzelkabinen und zwei Doppelkabinen eingerichtet. 2016 wurde die Kapazität auf 70 Personen erhöht.
Die Schiffe können bis zu 30 Tage auf See bleiben.
Die Schiffe sind mit einem Moonpool ausgerüstet und für den Einsatz eines Fächersonars eingerichtet.

## Schiffe
| Remontowa B264 | Remontowa B264 | Remontowa B264 | Remontowa B264 | Remontowa B264             |
| Bauname        | Baunummer      | IMO-Nummer     | Ablieferung    | Spätere Namen und Verbleib |
| -------------- | -------------- | -------------- | -------------- | -------------------------- |
| Simara Ace     | 1064/1         | 9295103        | November 2007  | 2013: DP Gezina            |
| Siluna Ace     | 1064/2         | 9295490        | Juni 2008      | 2013: DP Galyna            |

Die Schiffe fuhren zunächst unter schwedischer Flagge mit Heimathafen Helsingborg. Chevalier Floatels registrierte die Schiffe zunächst in Willemstad. Später wurden die Schiffe mehrfach umgeflaggt, zunächst 2013 nach Malta (Heimathafen Valletta), Anfang 2020 nach Bahamas (Heimathafen Nassau) und 2023 wieder nach Malta.

## Sonstiges
Die Simara Ace wurde 2008 mit dem Shippax Award ausgezeichnet.